# Benny Feilhaber
Benny Feilhaber (Rio de Janeiro, 19 gennaio 1985) è un allenatore di calcio ed ex calciatore brasiliano naturalizzato statunitense, di ruolo centrocampista.

## Biografia
Benny Feilhaber è nato a Rio de Janeiro - in Brasile - da madre brasiliana e padre brasiliano-austriaco. Il nonno paterno di Benny infatti lasciò l'Austria nel 1938 e si trasferì in Brasile, per sfuggire alla persecuzione ebrea da parte dei nazisti. La famiglia di Benny si è trasferita negli Stati Uniti quand'egli aveva sei anni ed il piccolo ha vissuto per circa otto anni a New York.

## Carriera

### Amburgo
Durante un campionato giovanile svoltosi in Olanda, Feilhaber viene notato dai tedeschi dell'Amburgo che gli fanno firmare il primo contratto da professionista nel luglio del 2005.
Il 12 ottobre 2006 esordisce in Bundeliga subentrando a partita in corso contro il Schalke 04.
Il 22 ottobre gioca la prima partita da titolare contro il Bayer Leverkusen, match poi vinto dalla propria squadra.
Complessivamente gioca dodici partite di cui nove in Bundesliga e tre in Champions League.

### Derby County
Il 10 agosto 2007 passa al Derby County ed il 17 settembre subentra negli dieci minuti di gioco nel match vinto contro Newcastle.

### Aarhus
Il 15 agosto 2008 passa ai danesi dell'Aarhus. Il 1º settembre esordisce in campionato nella sconfitta contro il Nordsjælland. Il 27 luglio 2009 segna la prima rete da professionista contro i Randers. Divenuto una figura molto popolare, intraprende parallelamente alla carriera calcistica, la carriera politica concorrendo con il partito socio-liberale danese alle elezioni comunali del 2009. Riceve 347 voti pur non potendo essere eletto dato che non possiede la cittadinanza danese.
Nel 2010, la sua miglior stagione al Club, nelle prime nove partite tra campionato e coppa segna sei reti.
Complessivamente gioca 58 partite condite da otto reti nella sua permanenza sul suolo danese.

### New England Revolution
Nel 2011 passa al New England Revolution, nel campionato MLS.

### Sporting Kansas City
A fine stagione 2012, i New England non esercitano l'opzione per il riscatto e Feilhaber passa allo Sporting Kansas City. Con la nuova squadra trova fin da subito un veloce successo che lo porta a contribuire alla conquista della MLS nel 2013.

### Los Angeles FC
Il 3 gennaio 2018 passa agli esordienti Los Angeles FC.

### Colorado Rapids
L'11 febbraio 2019 si trasferisce ai Colorado Rapids.

### Sporting Kansas City
L'8 maggio 2019 Feilhaber fa ritorno agli Sporting Kansas City, in uno scambio con i Colorado Rapids. Debutta il 18 maggio in un pareggio per 1-1 contro i Vancouver Whitecaps FC.
Dopo essere rimasto svincolato alla fine della stagione, l'11 marzo 2020 annuncia il ritiro dal calcio.

### Nazionale
Feilhaber viene convocato per la prima volta in nazionale nel 2005 per un'amichevole contro la Scozia e nel marzo 2006 per un'altra amichevole contro la Germania, non entrando mai in campo.
Il 30 novembre 2006 rifiuta l'offerta del CT Andreas Herzog di giocare per la Nazionale austriaca dichiarando di voler aspettare la chiamata della Nazionale statunitense.
Il 25 marzo 2007 debutta con la Nazionale statunitense ed il successivo 2 giugno segna la prima rete internazionale nella vittoria per 4-1 contro la Nazionale cinese.
Convocato per la fase finale della Gold Cup, il 24 giugno segna la rete decisiva durante la finale contro la Nazionale messicana.
Nel 2010 viene convocato per il Mondiale dove subentra per due volte a partire dal secondo tempo nei match giocati contro Slovenia e Algeria mentre gioca da titolare l'ottavo di finale perso per 2-1 ai supplementari, contro la Nazionale ghanese.

## Statistiche
Statistiche aggiornate al 3 giugno 2018.
| Stagione                      | Squadra                       | Campionato                    | Campionato | Campionato | Coppe nazionali | Coppe nazionali | Coppe nazionali | Coppe continentali | Coppe continentali | Coppe continentali | Altre coppe | Altre coppe | Altre coppe | Totale | Totale |
| Stagione                      | Squadra                       | Comp                          | Pres       | Reti       | Comp            | Pres            | Reti            | Comp               | Pres               | Reti               | Comp        | Pres        | Reti        | Pres   | Reti   |
| ----------------------------- | ----------------------------- | ----------------------------- | ---------- | ---------- | --------------- | --------------- | --------------- | ------------------ | ------------------ | ------------------ | ----------- | ----------- | ----------- | ------ | ------ |
| 2005-2006                     | Amburgo                       | RLS                           | 30         | 2          | CG              | 0               | 0               |                    | -                  | -                  |             | -           | -           | 30     | 2      |
| 2006-2007                     | Amburgo                       | BL                            | 9          | 0          | CG              | 0               | 0               | UCL                | 3                  | 0                  |             | -           | -           | 12     | 0      |
| gen.-giu. 2007                | Amburgo                       | RLS                           | 19         | 1          |                 | -               | -               |                    | -                  | -                  |             | -           | -           | 19     | 1      |
| 2007-2008                     | Derby County                  | PL                            | 10         | 0          | FA              | 0               | 0               | -                  | -                  | -                  | -           | -           | -           | 10     | 0      |
| Totale Amburgo                | Totale Amburgo                | Totale Amburgo                | 58         | 3          |                 | 0               | 0               |                    | 3                  | 0                  |             | -           | -           | 61     | 3      |
| 2008-2009                     | Aarhus                        | SL                            | 10         | 0          | CD              | -               | -               | -                  | -                  | -                  | -           | -           | -           | 10     | 0      |
| 2009-2010                     | Aarhus                        | SL                            | 26         | 1          | CD              | 1               | 0               | -                  | -                  | -                  | -           | -           | -           | 27     | 1      |
| 2010-2011                     | Aarhus                        | 1D                            | 18         | 4          | CD              | 1               | 0               | -                  | -                  | -                  | -           | -           | -           | 19     | 4      |
| Totale Aarhus                 | Totale Aarhus                 | Totale Aarhus                 | 54         | 5          |                 | 2               | 0               |                    | -                  | -                  |             | -           | -           | 56     | 5      |
| 2011                          | New England Revolution        | MLS                           | 23         | 4          |                 | -               | -               |                    | -                  | -                  |             | -           | -           | 23     | 4      |
| 2012                          | New England Revolution        | MLS                           | 29         | 1          | USOC            | 1               | 1               |                    | -                  | -                  |             | -           | -           | 30     | 2      |
| Totale New England Revolution | Totale New England Revolution | Totale New England Revolution | 52         | 5          |                 | 1               | 1               |                    | -                  | -                  |             | -           | -           | 53     | 6      |
| 2013                          | Sporting Kansas City          | MLS                           | 27+4       | 3+0        | USOC            | 2               | 0               | CCL                | 5                  | 1                  |             | -           | -           | 38     | 4      |
| 2014                          | Sporting Kansas City          | MLS                           | 31+1       | 3+0        |                 | -               | -               | CCL                | 4                  | 0                  |             | -           | -           | 36     | 3      |
| 2015                          | Sporting Kansas City          | MLS                           | 32+1       | 10+0       | USOC            | 5               | 2               |                    | -                  | -                  |             | -           | -           | 38     | 12     |
| 2016                          | Sporting Kansas City          | MLS                           | 30+1       | 7+0        | USOC            | 2               | 1               |                    | -                  | -                  |             | -           | -           | 33     | 8      |
| 2017                          | Sporting Kansas City          | MLS                           | 30+1       | 5+0        | USOC            | 4               | 0               |                    | -                  | -                  |             | -           | -           | 35     | 5      |
| 2018                          | Los Angeles FC                | MLS                           | 34+1       | 3          | USOC            | 3               | 1               |                    | -                  | -                  |             | -           | -           | 13     | 2      |
| mar.-magg. 2019               | Colorado Rapids               | MLS                           | 9          | 2          | USOC            | -               | -               |                    | -                  | -                  |             | -           | -           | 9      | 2      |
| magg.-dic. 2019               | Sporting K.C.                 | MLS                           | 17         | 2          | USOC            | 1               | 0               |                    | -                  | -                  |             | -           | -           | 18     | 2      |
| Totale Sporting Kansas City   | Totale Sporting Kansas City   | Totale Sporting Kansas City   | 175        | 30         |                 | 14              | 3               |                    | 9                  | 1                  |             | -           | -           | 198    | 34     |
| Totale carriera               | Totale carriera               | Totale carriera               | 388        | 49         |                 | 20              | 5               |                    | 12                 | 1                  |             | -           | -           | 425    | 55     |

### Cronologia presenze e reti in nazionale
| Cronologia completa delle presenze e delle reti in nazionale ― Stati Uniti | Cronologia completa delle presenze e delle reti in nazionale ― Stati Uniti | Cronologia completa delle presenze e delle reti in nazionale ― Stati Uniti | Cronologia completa delle presenze e delle reti in nazionale ― Stati Uniti | Cronologia completa delle presenze e delle reti in nazionale ― Stati Uniti | Cronologia completa delle presenze e delle reti in nazionale ― Stati Uniti | Cronologia completa delle presenze e delle reti in nazionale ― Stati Uniti | Cronologia completa delle presenze e delle reti in nazionale ― Stati Uniti |
| Data                                                                       | Città                                                                      | In casa                                                                    | Risultato                                                                  | Ospiti                                                                     | Competizione                                                               | Reti                                                                       | Note                                                                       |
| -------------------------------------------------------------------------- | -------------------------------------------------------------------------- | -------------------------------------------------------------------------- | -------------------------------------------------------------------------- | -------------------------------------------------------------------------- | -------------------------------------------------------------------------- | -------------------------------------------------------------------------- | -------------------------------------------------------------------------- |
| 25-3-2007                                                                  | Tampa Bay                                                                  | Stati Uniti                                                                | 3 – 1                                                                      | Ecuador                                                                    | Amichevole                                                                 | -                                                                          |                                                                            |
| 28-3-2007                                                                  | Frisco                                                                     | Stati Uniti                                                                | 0 – 0                                                                      | Guatemala                                                                  | Amichevole                                                                 | -                                                                          | 59’                                                                        |
| 2-6-2007                                                                   | Michigan                                                                   | Stati Uniti                                                                | 4 – 1                                                                      | Cina                                                                       | Amichevole                                                                 | 1                                                                          | 80’                                                                        |
| 7-6-2007                                                                   | Carson                                                                     | Stati Uniti                                                                | 1 – 0                                                                      | Guatemala                                                                  | Gold Cup 2007 - 1º turno                                                   | -                                                                          | 81’                                                                        |
| 9-6-2007                                                                   | Carson                                                                     | Stati Uniti                                                                | 2 – 0                                                                      | Trinidad e Tobago                                                          | Gold Cup 2007 - 1º turno                                                   | -                                                                          | 45’                                                                        |
| 12-6-2007                                                                  | Foxborough                                                                 | Stati Uniti                                                                | 4 – 0                                                                      | El Salvador                                                                | Gold Cup 2007 - 1º turno                                                   | -                                                                          | 90’                                                                        |
| 21-6-2007                                                                  | Chicago                                                                    | Canada                                                                     | 1 – 2                                                                      | Stati Uniti                                                                | Gold Cup 2007 - Semifinale                                                 | -                                                                          | 10’                                                                        |
| 24-6-2007                                                                  | Chicago                                                                    | Stati Uniti                                                                | 2 – 1                                                                      | Messico                                                                    | Gold Cup 2007 - Finale                                                     | 1                                                                          |                                                                            |
| 29-6-2007                                                                  | Maracaibo                                                                  | Argentina                                                                  | 4 – 1                                                                      | Stati Uniti                                                                | Coppa America 2007 - 1º turno                                              | -                                                                          |                                                                            |
| 3-7-2007                                                                   | Barinas                                                                    | Stati Uniti                                                                | 1 – 3                                                                      | Paraguay                                                                   | Coppa America 2007 - 1º turno                                              | -                                                                          |                                                                            |
| 9-9-2007                                                                   | Chicago                                                                    | Stati Uniti                                                                | 2 – 4                                                                      | Brasile                                                                    | Amichevole                                                                 | -                                                                          | 70’                                                                        |
| 16-10-2007                                                                 | Basilea                                                                    | Svizzera                                                                   | 0 – 1                                                                      | Stati Uniti                                                                | Amichevole                                                                 | -                                                                          |                                                                            |
| 17-11-2007                                                                 | Johannesburg                                                               | Sudafrica                                                                  | 0 – 1                                                                      | Stati Uniti                                                                | Amichevole                                                                 | -                                                                          | 86’                                                                        |
| 6-2-2008                                                                   | Houston                                                                    | Stati Uniti                                                                | 2 – 2                                                                      | Messico                                                                    | Amichevole                                                                 | -                                                                          | 62’                                                                        |
| 26-3-2008                                                                  | Cracovia                                                                   | Polonia                                                                    | 0 – 3                                                                      | Stati Uniti                                                                | Amichevole                                                                 | -                                                                          | 85’                                                                        |
| 7-6-2009                                                                   | Chicago                                                                    | Stati Uniti                                                                | 2 – 1                                                                      | Honduras                                                                   | Qual. Mondiali 2010                                                        | -                                                                          | 46’                                                                        |
| 15-6-2009                                                                  | Pretoria                                                                   | Stati Uniti                                                                | 1 – 3                                                                      | Italia                                                                     | Conf. Cup 2009 - 1º turno                                                  | -                                                                          | 73’                                                                        |
| 18-6-2009                                                                  | Pretoria                                                                   | Stati Uniti                                                                | 0 – 3                                                                      | Brasile                                                                    | Conf. Cup 2009 - 1º turno                                                  | -                                                                          | 60’                                                                        |
| 21-6-2009                                                                  | Rustenburg                                                                 | Egitto                                                                     | 0 – 3                                                                      | Stati Uniti                                                                | Conf. Cup 2009 - 1º turno                                                  | -                                                                          | 69’                                                                        |
| 24-6-2009                                                                  | Bloemfontein                                                               | Spagna                                                                     | 0 – 2                                                                      | Stati Uniti                                                                | Conf. Cup 2009 - Semifinale                                                | -                                                                          | 69’                                                                        |
| 28-6-2009                                                                  | Johannesburg                                                               | Stati Uniti                                                                | 2 – 3                                                                      | Brasile                                                                    | Conf. Cup 2009 - Finale                                                    | -                                                                          | 75’                                                                        |
| 9-7-2009                                                                   | Washington                                                                 | Stati Uniti                                                                | 2 – 0                                                                      | Honduras                                                                   | Gold Cup 2009 - 1º turno                                                   | -                                                                          | 64’                                                                        |
| 12-8-2009                                                                  | Città del Messico                                                          | Messico                                                                    | 2 – 1                                                                      | Stati Uniti                                                                | Qual. Mondiali 2010                                                        | -                                                                          | 57’                                                                        |
| 5-9-2009                                                                   | Sandy                                                                      | Stati Uniti                                                                | 2 – 1                                                                      | El Salvador                                                                | Qual. Mondiali 2010                                                        | -                                                                          | 79’                                                                        |
| 9-9-2009                                                                   | Port of Spain                                                              | Trinidad e Tobago                                                          | 0 – 1                                                                      | Stati Uniti                                                                | Qual. Mondiali 2010                                                        | -                                                                          | 63’                                                                        |
| 10-10-2009                                                                 | San Pedro Sula                                                             | Honduras                                                                   | 2 – 3                                                                      | Stati Uniti                                                                | Qual. Mondiali 2010                                                        | -                                                                          | 83’                                                                        |
| 14-10-2009                                                                 | Washington                                                                 | Stati Uniti                                                                | 2 – 2                                                                      | Costa Rica                                                                 | Qual. Mondiali 2010                                                        | -                                                                          | 62’                                                                        |
| 14-11-2009                                                                 | Bratislava                                                                 | Slovacchia                                                                 | 1 – 0                                                                      | Stati Uniti                                                                | Amichevole                                                                 | -                                                                          |                                                                            |
| 18-11-2009                                                                 | Aarhus                                                                     | Danimarca                                                                  | 3 – 1                                                                      | Stati Uniti                                                                | Amichevole                                                                 | -                                                                          |                                                                            |
| 23-1-2010                                                                  | Los Angeles                                                                | Stati Uniti                                                                | 1 – 3                                                                      | Honduras                                                                   | Amichevole                                                                 | -                                                                          | 78’                                                                        |
| 29-5-2010                                                                  | Filadelfia                                                                 | Stati Uniti                                                                | 2 – 1                                                                      | Turchia                                                                    | Amichevole                                                                 | -                                                                          |                                                                            |
| 18-6-2010                                                                  | Johannesburg                                                               | Slovenia                                                                   | 2 – 2                                                                      | Stati Uniti                                                                | Mondiali 2010 - 1º turno                                                   | -                                                                          | 45’                                                                        |
| 23-6-2010                                                                  | Pretoria                                                                   | Stati Uniti                                                                | 1 – 0                                                                      | Algeria                                                                    | Mondiali 2010 - 1º turno                                                   | -                                                                          | 45’                                                                        |
| 26-6-2010                                                                  | Rustenburg                                                                 | Stati Uniti                                                                | 1 – 2 dts                                                                  | Ghana                                                                      | Mondiali 2010 - Ottavi di finale                                           | -                                                                          | 74’                                                                        |
| 10-8-2010                                                                  | East Rutherford                                                            | Stati Uniti                                                                | 0 – 2                                                                      | Brasile                                                                    | Amichevole                                                                 | -                                                                          | 45’                                                                        |
| 9-10-2010                                                                  | Chicago                                                                    | Stati Uniti                                                                | 2 – 2                                                                      | Polonia                                                                    | Amichevole                                                                 | -                                                                          | 63’                                                                        |
| 12-10-2010                                                                 | Chester                                                                    | Stati Uniti                                                                | 0 – 0                                                                      | Colombia                                                                   | Amichevole                                                                 | -                                                                          | 59’                                                                        |
| 22-1-2012                                                                  | New York                                                                   | Stati Uniti                                                                | 1 – 0                                                                      | Venezuela                                                                  | Amichevole                                                                 | -                                                                          | 62’                                                                        |
| 29-1-2013                                                                  | Houston                                                                    | Stati Uniti                                                                | 0 – 0                                                                      | Canada                                                                     | Amichevole                                                                 | -                                                                          | 45’                                                                        |
| 1-2-2014                                                                   | Los Angeles                                                                | Stati Uniti                                                                | 2 – 0                                                                      | Corea del Sud                                                              | Amichevole                                                                 | -                                                                          | 60’                                                                        |
| 29-1-2017                                                                  | San Diego                                                                  | Stati Uniti                                                                | 0 – 0                                                                      | Serbia                                                                     | Amichevole                                                                 | -                                                                          | 77’                                                                        |
| 4-2-2017                                                                   | Chattanooga                                                                | Stati Uniti                                                                | 1 – 0                                                                      | Giamaica                                                                   | Amichevole                                                                 | -                                                                          | 62’                                                                        |
| 10-10-2017                                                                 | Couva                                                                      | Trinidad e Tobago                                                          | 2 – 1                                                                      | Stati Uniti                                                                | Qual. Mondiali 2018                                                        | -                                                                          | 84’                                                                        |
| Totale                                                                     |                                                                            | Presenze                                                                   | 44                                                                         |                                                                            | Reti                                                                       | 2                                                                          |                                                                            |

## Palmarès

### Competizioni Nazionali
- Campionato MLS: 1

Sporting Kansas City: 2013
- U.S. Open Cup: 2

Sporting Kansas City: 2015, 2017

### Nazionale
- Gold Cup: 1

2007

### Individuale
- U.S. Soccer Athlete of the Year: 1

Miglior giovane: 2005
- MLS Best XI: 1

2015